# József Asbóth
József Asbóth (Szombathely, 18 settembre 1917 – Monaco di Baviera, 22 settembre 1986) è stato un tennista ungherese.

## Biografia
Viene ricordato principalmente per essere stato il primo tennista ungherese a vincere un titolo nei tornei dello Slam.
Nel 1947 partecipò agli Internazionali di Francia come testa di serie numero 5. Ai quarti di finale eliminò la testa di serie numero 4 Yvon Petra e in semifinale la testa di serie numero 1, Tom Brown. In finale incontrò il sudafricano Eric Sturgess, testa di serie numero 7, ed ebbe la meglio in soli 3 set.
L'anno successivo partecipò al Torneo di Wimbledon ed eliminò nei quarti Tom Brown ma venne sconfitto in semifinale dall'australiano John Bromwich dopo una partita combattuta con il secondo set concluso, in favore dell'australiano, solo dopo una lunga battaglia per 14 a 12.
Nel 1941 fece parte del team ungherese, che vinse la Central European Cup.
In Coppa Davis partecipò a 41 incontri con un record personale di 24 vittorie e 17 sconfitte
Dopo il ritiro divenne responsabile per le nuove generazioni di tennisti della federazione belga. Più tardi intraprese la carriera di allenatore a Monaco.

## Finali del Grande Slam

### Vinte (1)
| Anno | Torneo        | Avversario in finale | Risultato     |
| 1947 | Roland Garros | Eric Sturgess        | 8-6, 7-5, 6-4 |

## Curiosità
- Nel 1993 venne dato il suo nome a una via nella città dove è nato, Szombathely.[1]